# Đội tuyển Fed Cup Liban
Đội tuyển Fed Cup Liban đại diện Liban ở giải đấu quần vợt Fed Cup và được quản lý bởi Liên đoàn Quần vợt Liban. Đội chưa thi đấu lại kể từ năm 1993.

## Lịch sử
Liban tham gia kì Fed Cup đầu tiên và duy nhất năm 1993. Đội thua tất cả các trận tính đến hiện tại.